# Konrad Kołbik
Konrad Kołbik (ur. 5 sierpnia 1945 w Poznaniu) – polski niepełnosprawny pływak, czterokrotny medalista paraolimpijski.

## Życiorys
Początkowo uprawiał boks i pływanie. W wyniku wypadku przeszedł amputację lewej kończyny górnej.
Reprezentował klub Start Poznań. Uczestnik Letnich Igrzysk Paraolimpijskich 1976 w Toronto. Czterokrotnie stał na podium w zawodach w kategorii F. Zdobył srebrne medale na 50 m stylem klasycznym i w indywidualnym wyścigu 3 × 50 m stylem zmiennym, a także brązowe medale na 50 m stylem dowolnym i 50 m stylem grzbietowym. Czterokrotny mistrz świata niepełnosprawnych w pływaniu oraz 48–krotny mistrz Polski (ostatnie starty w tych zawodach zanotował w 1983 roku). Zajął 24. miejsce w Plebiscycie 40-lecia na 10 Najwybitniejszych Sportowców z Niepełnosprawnością – Medalistów Igrzysk Paraolimpijskich w latach 1972–2012, organizowanym przez fundację Sedeka.
Z zawodu marynarz (oficer Marynarki Wojennej) – m.in. pełnił funkcję zastępcy dowódcy okrętu podwodnego ORP Orzeł. Współzałożyciel i długoletni prezes Wielkopolskiego Związku Inwalidów Narządu Ruchu. Przewodniczący Wielkopolskiego Forum Organizacji Osób z Niepełnosprawnościami i Miejskiej Społecznej Rady ds. Osób Niepełnosprawnych w Poznaniu (w 2024 roku nadal piastował obie funkcje).
Żonaty z Barbarą. Mają córkę Agnieszkę i syna Roberta.